# Maureen McTeer
Maureen Ann McTeer, née le 27 février 1952 à Cumberland (Ontario, Canada), est une avocate et auteure canadienne. Elle est l'épouse de Joe Clark, ex-Premier ministre du Canada.

## Biographie
Après avoir terminé ses études à l'Université d'Ottawa et à l'Université de Sheffield, en Grande-Bretagne, elle a travaillé comme membre du personnel au service de Joe Clark, qu'elle a épousé en 1973. Le couple a une fille, Catherine Clark, diplômée de l'Université de Toronto en histoire de l'art et qui fait carrière en relations publiques et en télédiffusion.
Maureen McTeer a joué un rôle très actif dans la campagne à du parti progressiste-conservatrice remportée en 1976 par Joe Clark, qui deviendra le 16e premier ministre du Canada. Elle a attiré l'attention lorsqu'elle a décidé de ne pas adopter le nom de son époux, une pratique encore très peu courante à l'époque. À l'élection fédérale de 1988, elle a brigué les suffrages sous la bannière conservatrice, mais a subi une défaite. 
Maureen McTeer s'est spécialisée en droit médical. Elle est l'auteure de plusieurs ouvrages à partir des années 1980.